# Irlandia na Zimowych Igrzyskach Olimpijskich 2006
Irlandię na Zimowych Igrzyskach Olimpijskich 2006 reprezentowało 6 zawodników.  

## Wyniki

### Narciarstwo alpejskie

#### Slalom gigant
- Mężczyźni
  - Thos Foley – 31. miejsce
- Kobiety
  - Kirsten McGarry

#### Slalom
- Mężczyźni
  - Thos Foley – 31. miejsce
- Kobiety
  - Kirsten McGarry 42. miejsce

#### Biegi 15 km stylem klasycznym
- Rory Morrish – 88. miejsce

### Skeleton
- David Connolly – 20. miejsce

### Saneczkarstwo

#### Bobsleje kobiet
- Siobhán i Aoife Hoey – nie przeszły kwalifikacji